# Blanche Lefebvre
Blanche Lefebvre, née en 1847 et morte le 23 mai 1871 à Paris, est une communarde de 1871 dans le quartier des Batignolles.

## Biographie
Blanche Lefebvre est une blanchisseuse du lavoir Sainte-Marie des Batignolles.
Lors de la Commune de Paris de 1871, elle est membre du Club de la Révolution sociale, créé le 3 mai 1871 dans l'église Sainte-Marie des Batignolles et de la Commission exécutive du comité central de l’Union des femmes pour la défense de Paris et les soins aux blessés.
Elle a notamment participé à la défense de la place Blanche, en compagnie de Élisabeth Dmitrieff, Nathalie Lemel, Malvina Poulain et Julia Béatrix Euvrie.
Durant la Semaine sanglante, Blanche Lefebvre portait toujours une écharpe rouge, un revolver, elle combat les troupes versaillaises et est tuée le 23 mai 1871, à l’âge de 24 ans, rue des Dames,, sur la barricade des Batignolles,.

## Postérité
Une place est créée en 2012 dans le cadre de la ZAC Porte-Pouchet sous l'appellation provisoire « BY/17 ». En juin 2013, la mairie de Paris la dénomme « place Blanche-Lefebvre ».